# Софтуерен фреймуърк
Софтуерна рамка (на английски: software framework, софтуерен фреймуърк) е структура на програмна система; софтуер, който облекчава разработката и обединението на различни компоненти на голям програмен проект, чрез използване на патърни (програмни модели) и други компилационни елементи . За разлика от библиотеките, които обединяват набор от подпрограми с близка функционалност, фреймуъркът съдържа в себе си голямо количество различни по предназначение библиотеки.
Софтуерната рамка е универсална, многократно употребяема софтуерна платформа, използвана за да се разработват приложения, продукти и софтуерни решения.